# Анджей Стелмаховски
А̀нджей Стелмахо̀вски (на полски: Andrzej Stanisław Ksawery Stelmachowski) е полски юрист и политик, професор в областта на правните науки и политиката, академик, маршал на Сената в периода 1989 – 1991 г., министър на образованието в правителството на Ян Олшевски, съветник на президента Лех Качински. Носител на Ордена на Белия орел, войник от Армия Крайова.

## Биография
Завършва юридическото си образование през 1947 г. в юридическия факултет на Познанския университет. В това учебно заведение придобива и докторска степен. От 1962 г. е професор във Вроцлавския университет, от 1969 г. е професор във Варшавския университет. През 1970 г. става ръководител на Института по селскостопанско право към Варшавския университет. Преподава в университета „Кардинал Стефан Вишински“ във Варшава и в университета в Бялисток. През 1973 г. получава титлата професор. Член е на Полската академия на науките. Специализира гражданско право.

## Политическа дейност
По време на Втората световна война е войник на Армия Крайова.
През 1980 г. е съветник в Междузаводския стачен комитет на корабостроителницата в Гданск. След това става съветник на Независимия самоуправляем земеделски съюз „Солидарност“. През 1982 – 1985 г. ръководи комитета, организиращ църковна фондация в подкрепа на земеделците. В периода 1987 – 1990 г. е председател на Клуба на католическата интелигенция във Варшава. Той е един от инициаторите на Кръглата маса, като участва и в пленарните заседания. През 1989 г. става сенатор от листата на Гражданския комитет. Също така заема длъжността председател на Сената. По време на правителството на Ян Олшевски Анджей Стелмаховски е министър на образованието.
През 2005 г. влиза в почетния състав на комитета, основан в подкрепа на Лех Качински в президентските избори. През февруари 2007 г. е съветник на президента Лех Качински, който отговаря за полската диаспора.
От февруари 1990 г. до 11 май 2008 г. е председател на дружеството „Вспулнота полска“ във Варшава.
Почива на 6 април 2009 г., погребението му е на 15 април и на него присъстват президентът Лех Качински и председателят на Сената Богдан Борусевич. Погребан е във Варшава.

## Отличия
- Орден „Бял орел“ (посмъртно 2009)
- Голям кръст на Ордена на възродена Полша (1992)
- Почетен орден за заслуги в териториалното управление (посмъртно 2015 г.)
- Командорски кръст на Ordo Equestris Sancti Gregorii Magni
- Орден на приятелството – Казахстан (2006)
- Доктор хонорис кауза на Сорбоната, на университета в Бялисток, на Вроцлавския университет и на университета „Кардинал Стефан Вишински“.